# FLAPSTAR
FLAPSTARは、2021年9月23日に結成され、2023年9月にRebootした日本の女性アイドルグループ。現在の活動メンバーは来栖沙奈、茉尾百合菜、真城はあと、水雲菜乃(候補メンバー)。プロデューサーは黒澤直也。
ライブでは自身の曲に加えて黒澤直也が手がけたフラップガールズスクールや台湾の陽光◆スペクトラの楽曲も披露している。

## 略歴
- 2021年
  - 8月25日、FLAPSTAR初のオリジナル楽曲『ロマンチックドリーマー』を先行公開[1]。
  - 9月23日、品川インターシティーホールで開催された『TOKYO MX GirlsPopParadise presents HINOTORI』でデビュー[2][3]。
  - 12月19日、"HADOアイドルウォーズ" IDOL FILE CUPに出場し、優勝[4]
- 2022年
  - 3月5日、雪村梨沙が加入[5]。
  - 3月19-20日、初の名古屋遠征を行う[6]。
  - 5月5日、ROAD TO @ JAM EXPO 2022 LIVE〜予選会に出演[7]。
  - 6月25日、流川真依歌が加入[8]。
  - 7月2日-3日、初の栃木遠征にてとちおとめ25の定期公演LOVEとちぎに出演[9]。
  - 7月16日-18日、2022 TOKYO アイドル博LIVE!に出演[10]。
  - 9月23日、周年公演をもって本宮怜、神城実亜が卒業[11]。
  - 11月27日、来栖沙奈が加入[12]。
  - 12月25日、百瀬葉ノが加入[13]。
- 2023年
  - 5月28日、音羽優美が卒業[14]。
  - 6月4日、茉尾百合菜が加入[15]。オリジナル新曲『この世界に君がいるから』を初披露[16]。
  - 8月13-14日、『トウホク カワイイフェスティバル!! 2023』に出演[17]。
  - 9月5日、雪村梨紗の契約解除が発表される。[18]。
  - 9月10日、AKABANE ReNY alphaにてFLAPSTAR 2nd Anniversary ONE-MAN LIVE～そこは光の中～を開催[19]。『ロマンチックドリーマー』のサブスク配信&MV制作ならびに定期公演開催が発表されRebootを宣言。
  - 10月3日、アオハリウム東京にて第一回の定期公演と、ワンワンニャンニャンをゲストに迎えた第一回の特別公演[20]が行われる。
- 2024年
  - 2月21日、FLAPSTAR特別公演 vol.11[21]にて1stデジタルシングル『ロマンチックドリーマー』のリリース及び3月30日の新体制お披露目が発表される。
  - 2月26日、『アイドルスムージーVol.3』に出演。[22]このイベントは2月14日に発売されたムック本『ENTAMEスムージー グループアイドルビジュアル名鑑2024』発売記念のサーキットイベントであり、FLAPSTARも同ムック本に掲載された。
  - 3月24日、新メンバーとして生田ゆい、真城はあと、望月美兎、サポートメンバーとして生田あやなの加入を発表。[23]
  - 3月30日、Akiba Stella CubeでのFLAPSTAR新体制お披露目公演にてオリジナル新曲『星空オルケスタ』を初披露。[24]
  - 5月28日、Youtubeにて新曲『星空オルケスタ』のLIVE MOVIEが公開される。[25]
  - 6月2日、『miniTIF vol.98 2部』に出演。[26]
  - 6月27日、活動休止中であった生田ゆいの脱退および、生田あやなのサポートメンバーとしての活動終了を発表。[27]
  - 11月4日、Akiba Stella Cubeで『Reboot 1st Anniversary ONE-MAN LIVE 〜未来から見渡す∞〜』を開催。現体制でのサブスク配信、Music Video制作などが発表された。[28]

- 2025年

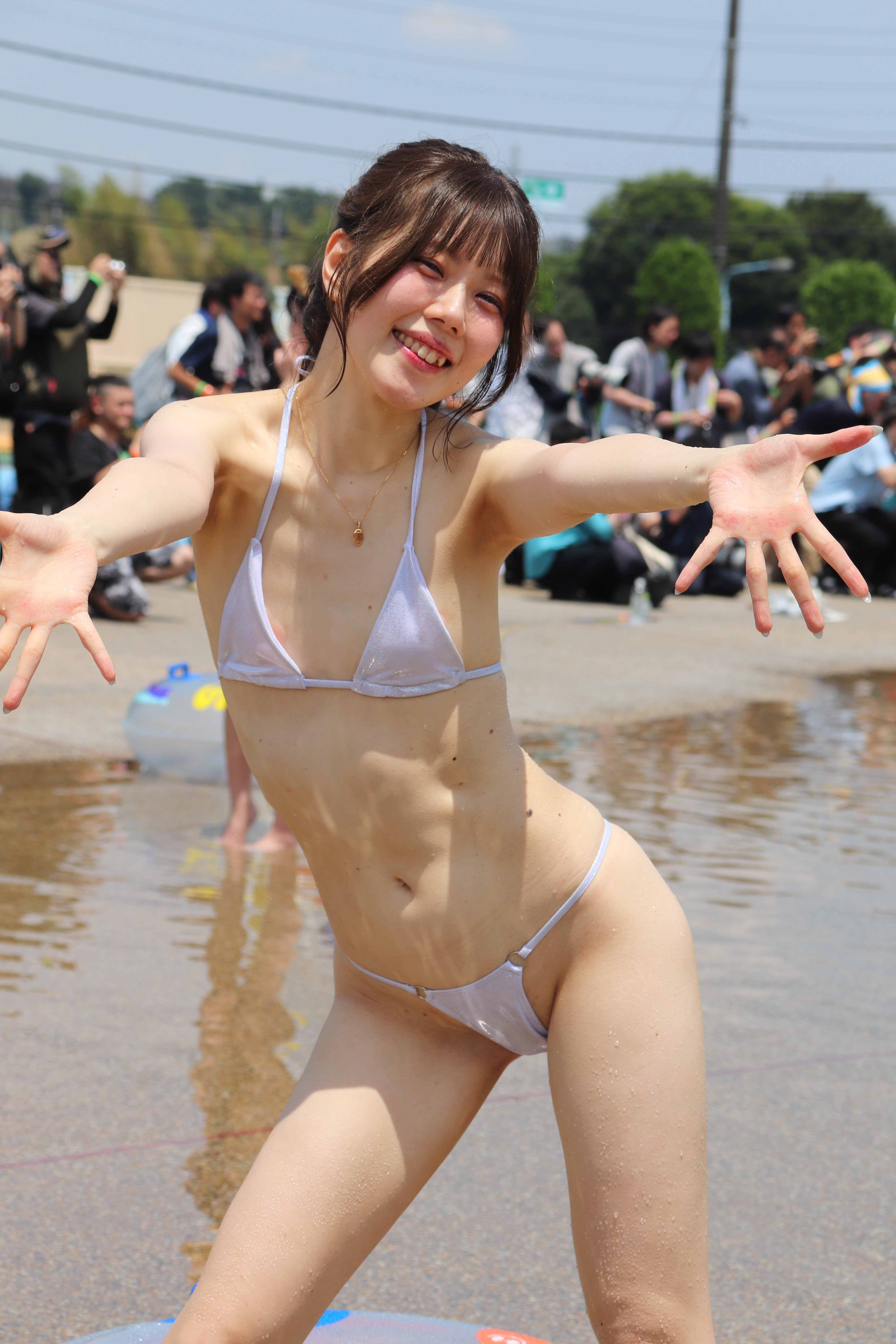
『真夏の水着祭2025』に出演した真城はあと
（2025年7月3日撮影）

  - 1月12日、FLAPSTARのスピンオフ企画ユニット『BLACKSTAR』が初ライブ出演。
  - 3月27日、活動休止中であった望月美兎と百瀬葉ノの脱退を発表。
  - 3月28日、候補メンバーの恋川姫実の加入を発表。
  - 4月16日、候補メンバーの水雲菜乃の加入を発表。
  - 4月29日、『FLAPSTAR 1stワンマンライブ〜閃光星のファンファーレ〜』を赤羽ReNY alphaで開催。
  - 4月29日、公式サイトがオープンし、ファンクラブが開設される。
  - 7月2日 - 3日、東京サマーランドで行われた『真夏の水着祭2025』に真城はあとが出演[29]。
  - 7月23日、候補メンバーの恋川姫実の活動終了を発表。